# Colocleora tichomecha
Colocleora tichomecha är en fjärilsart som beskrevs av Louis Beethoven Prout 1935. Colocleora tichomecha ingår i släktet Colocleora och familjen mätare. Inga underarter finns listade i Catalogue of Life.